# Resentiment
Resentimentul (din franceză ressentiment) reprezintă, în filozofie și psihologie, o formă de ranchiună amestecată cu ostilitate față de ceea ce este identificat ca fiind cauza unui rău suferit mai demult sau a unei frustrări mai vechi. Un sentiment de slăbiciune, de inferioritate sau poate de gelozie față de această „cauză” generează o reacție de respingere sau de agresiune. Resentimentul conduce uneori la căutarea unui țap ispășitor, după o logică analizată în special de antropologul René Girard (1982).

## Definiție și tipologii
Adesea autojustificat, resentimentul poate viza relația dintre doi indivizi, dintre un individ și una sau mai multe instituții, dintre un individ și unul sau mai multe sisteme percepute ca fiind surse de nedreptate, inegalitate socială și corupție, precum și relația dintre două comunități umane.
În acest din urmă caz, el poate „justifica” perioade lungi de conflict, precum Războiul de 100 de Ani dintre Franța și Anglia, războaiele religioase, războaiele tribale, conflictele care au dus la războaiele mondiale și la Holocaust și milenii de neînțelegeri sau chiar de persecuții între grupuri etnice sau religioase, o stare anumită de anarhism, ideologii populiste și chiar și unele forme de mesianism.
Ideologiile, indivizii sau mișcările sociale pot crea, dezvolta și/sau direcționa și instrumentaliza resentimente. Acest lucru are loc, în special, prin folosirea mediatizării rapide și simplificatoare a punctelor de vedere, făcută posibilă de mass-media audiovizuală a secolului al XX-lea și, de la începutul secolului al XXI-lea, de rețelele de socializare în care resentimentele alimentează troli, știri false și alte dialoguri ale surzilor în care, potrivit lui Marc Angenot⁠(d), argumentele „sunt puse în slujba unei negări a responsabilității, a unei disculpări și a unei justificări de sine”. În aceste contexte resentimentul a devenit uneori, potrivit lui Antoine Grandjean și Florent Guénard, o „pasiune socială (...) «pasiune irațională», «expresie a neputinței», «dorință deghizată»... ” și chiar, potrivit lui Angenot, un ansamblu de forme noi de retorică.

## Psihologie

### Cauze
Resentimentele pot apărea într-o varietate de situații, incitând stima de sine și generând o senzație de nedreptate sau umilire. Situațiile în care resentimentele apar cel mai adesea sunt: incidente umilitoare în public, cum ar fi maltratarea fără posibilitatea de a răspunde la aceasta, acte de discriminare sau prejudecăți, invidie, gelozie, senzația de a fi abuzat sau batjocorit de cei din jur și senzația de a fi muncit din greu și de a nu-i fi recunoscute meritele în timp ce alții au obținut acea recunoaștere fără a depune prea mult efort. Resentimentele pot apărea și în situația unei respingeri sociale sau interpersonale, în mod deliberat umilitoare, sau în situația perceperii unei nedreptăți generate de anumite contradicții ale neoliberalismului.

### Semne

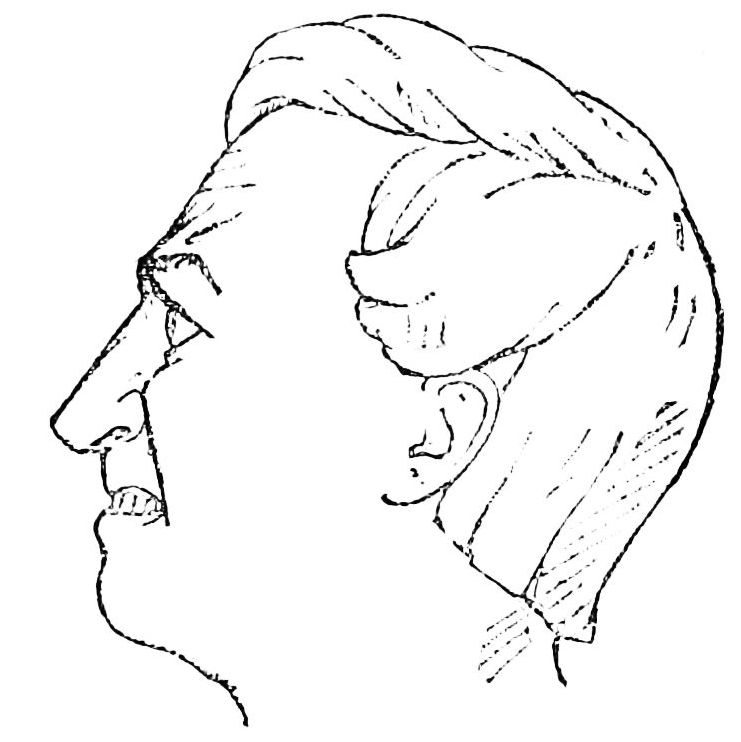
Expresie facială furioasă care poate exprima resentimente.

Spre deosebire de emoțiile de bază, resentimentul nu are nicio trăsătură facială prin care să poată fi exprimat. Cu toate acestea, anumite expresii fizice, cum ar fi încruntarea sprâncenelor, pot fi asociate cu emoții asemănătoare resentimentului precum furia și invidia.
Resentimentul poate fi autodiagnosticat prin unele semne precum nevoia de control emoțional. De asemenea, poate fi diagnosticat în timpul stărilor emoționale de agitație sau de respingere printr-o depresie inexplicabilă, un raționament repetitiv, o stare de furie fără motiv aparent, coșmaruri sau alte vise perturbatoare cu privire la unul sau mai mulți indivizi din anturaj.
Marc Angenot⁠(d) insistă asupra faptului că resentimentele individuale sunt asociate întotdeauna cu exprimarea nemulțumirilor, pe care el le consideră a fi diversiuni narcisiste ale dorinței de dreptate sau de răzbunare. Potrivit lui, „nemulțumirea repetată devine modul exclusiv de contact cu lumea, totul se raportează la ea, ea servește ca piatră de încercare și grilă hermeneutică. Ea oferă o rațiune de a fi și un mandat social care îți permit, totuși, să nu ieși niciodată din tine însuți. Nemulțumirea determină un fel de particularizare a universalităților etice și civice, o diversiune etno-egotistă a valorilor. Nemulțumirea este cultivată pentru sine, masa nemulțumirilor se umflă, -- de la umilință la eșec și în confruntare cu Ceilalți, -- și ocupă întregul orizont mental. Ființa resentimentară este atât de preocupată de nemulțumirile sale, încât îi este greu să-și imagineze că interlocutorii săi nu sunt stăpâniți de aceleași obsesii (...) Resentimentul devine «o a doua natură»”.

### Efecte
Resentimentul individual este mai puternic atunci când este îndreptat către o persoană apropiată sau intimă. O rană, emoțională sau fizică, provocată de un prieten apropiat sau de o persoană dragă poate genera un sentiment de trădare și poate avea un impact profund. Individul afectat se poate simți deranjat, anormal de nervos, atunci când se gândește la sau se întâlnește pe stradă cu cel sau cei despre care crede că i-au făcut rău și are sentimente de furie și ură față de acest individ sau acești indivizi; resentimentele se pot intensifica atunci când individul (sau indivizii vizați) este fericit sau felicitat.
Resentimentul devine patologic și debilitant emoțional atunci când nu este rezolvat prin acțiune, acceptare, iertare sau reconciliere; el ajunge în cele din urmă să provoace o atitudine cronic cinică, ostilă și sarcastică, o sursă de suferință morală, care se răsfrânge în respingerea și denigrarea celorlalți, împiedică relațiile sociale armonioase, provoacă conflicte greu de surmontat, reduce încrederea în ceilalți și întreține o lipsă de încredere în sine. Aceste efecte negative pot escalada până la întreruperea comunicării cu ceilalți, despre care individul vexat presupune că i-au făcut rău sau s-au comportat hreșit în relație cu el. Izolarea socială care rezultă poate genera, la rândul său, resentimente noi. Potrivit lui Marc Angenot, resentimentul devine apoi mai mult decât o formă ideologică, adică un modus vivendi.
Atunci când resentimentele afectează un grup, ele pot alimenta cu ușurință ideologii care se autosusțin, deoarece sunt limitate de impasuri și interdicții logice, potrivit cărții Les idéologies du ressentiment (1997) a lui Marc Angenot, care urmărește să identifice definiția și originile resentimentelor și să realizeze „o fenomenologie și o euristică a resentimentelor însoțite de reflecții și ipoteze asupra situației culturale contemporane”; Angenot și alții au constatat urme sau semne de resentimente în cadrul feminismului, ecologismului, populismului și anumitor mișcări naționaliste (care pot cultiva împreună sentimente de nesiguranță și resentimente). Acest punct de vedere a provocat un răspuns: un eseu intitulat „Au-delà du ressentiment: réplique à Marc Angenot” („Dincolo de resentimente: răspuns lui Marc Angenot”), scris de Jacques Pelletier în 1996.

## Filozofie
Cuvântul franțuzesc ressentiment, derivat din verbul ressentir („a resimți”), este o formă nouă a cuvântului recentement, devenit ulterior resentement, și a semnificat mai întâi „amintirea cu ranchiună, cu animozitate”, singurul sens care s-a păstrat până astăzi. De la sfârșitul secolului al XVI-lea până în secolul al XVII-lea cuvântul „resentiment” a semnificat o senzație morală: „experimentarea unei dureri”. Apoi a avut, până la sfârșitul secolului al XVIII-lea, sensul de „sentiment experimentat ca reacție”. Astăzi, acest substantiv specializat pentru „ranchiună” nu mai are o raport semantic cu verbul din care derivă.

### Friedrich Nietzsche
Resentimentul este unul dintre conceptele filozofice ale filosofului german Friedrich Nietzsche. Folosirea acestui termen de către Nietzsche își are probabil originea în opera gânditorului danez Kierkegaard. Termenul a fost preluat apoi de Max Scheler. Potrivit celor afirmate de Nietzsche în Genealogia moralei (1887), resentimentul este o perversiune morală care își are originea în vechiul conflict cultural și religios dintre romani și evrei și stă la baza apariției idealului ascetic. În opinia filozofului german, ființele resentimentare sunt o rasă de oameni pentru care „adevărata reacție, cea a acțiunii, este interzisă și poate fi compensată doar prin intermediul unei răzbunări imaginare”. Nietzsche leagă astfel resentimentul de ceea ce tot el numește „morala sclavilor”, care este constituită în esență din resentimente, printr-un nu creator. Astfel, ființa resentimentară este profund reactivă, adică se află într-o situație de neputință care generează frustrare. Fiecare om, oricine ar fi, căruia îi este interzis să acționeze și care se află, prin urmare, într-o stare de neputință, este afectat de resentimente: adică este obligat să sufere imposibilitatea de a se exterioriza.Forța individului constă în depășirea acestei stări (care devine atunci doar o stare temporară), ca atunci când cineva învinge dorința de răzbunare.

Slăbiciunea constă, dimpotrivă, în neputința depășirii acestei stări (de exemplu, atunci când dorința de răzbunare devine o obsesie sau când regretarea unei acțiuni devine o tortură morală care „înlănțuiește” gândul), iar subiectul își transformă apoi frustrările în avantajul său, găsind justificări pentru neputința sa, prin negare și inversare axiologică. Această dorință de a găsi justificări caracterizează tocmai mentalitatea de „sclav”, potrivit lui Nietzsche. O astfel de mentalitate  resentimentară se regăsește, de exemplu, în ideologiile care se definesc prin raport cu un „dușman” real sau presupus: inamicul (cauza neputinței) este judecat ca fiind cauza prejudiciului suferit, iar, prin contrast, celui care suferă acel prejudiciu i se atribuie o superioritate morală imaginară. Nietzsche rezumă acea idee astfel:
„ei sunt răi, deci noi suntem buni.”
O variantă idealistă este:
„lumea este determinată fundamental de rău, dar noi îi suntem superiori.”
Filozoful evreu francez Vladimir Jankélévitch îi răspunde lui Nietzsche:
„Dacă nu există altă cale de a ierta decât fuga, atunci mai degrabă resentimentul! Căci resentimentul ar implica aici seriozitate și profunzime: în cazul resentimentului, cel puțin, inima este angajată și de aceea el este preludiul iertării cordiale.”

### Dugald Stewart
Pentru Dugald Stewart⁠(d), autorul cărții Elements of the Philosophy of the Human Mind (1792), resentimentul este, după caz, instinctiv sau deliberat.
„Resentimentul instinctiv acționează la om, la fel ca și la animale; el are scopul de a ne proteja de violența neașteptată, în circumstanțe în care rațiunea ar veni prea târziu în ajutorul nostru; el se diminuează de îndată ce ne dăm seama că răul care ni s-a făcut a fost neintenționat. Resentimentul deliberat este provocat doar de vătămarea intenționată și, prin urmare, implică un sentiment de dreptate morală, de bine și de rău. Resentimentul trezit în noi de jignirea adusă altuia se numește propriu-zis indignare. În aceste două cazuri, principiul acțiunii este practic același; scopul ei nu este de a face o ființă sensibilă să sufere, ci de a pedepsi nedreptatea și cruzimea. Deoarece toate acțiunile binevoitoare sunt însoțite de emoții plăcute, toate acțiunile răuvoitoare sunt insoțite de emoții dureroase. Acest lucru este valabil chiar și pentru cel mai legitim resentiment.”

### Gilles Deleuze
Conceptul de resentiment a fost comentat, în special, de Gilles Deleuze în lucrarea Nietzsche et la philosophie (1962) în vederea unei reînnoiri „afirmative” și antidialectice a filosofiei. După o perioadă de hegemonie a doctrinelor posthegeliene, Deleuze propune o filozofie centrată mai puțin pe ideea depășirii dialectice și pe activitatea critică, ci pe valorificarea activului asupra reactivului (critica și dialectica fiind asimilate reactivității și negativității).

### René Girard
Noțiunea de resentiment a fost analizată începând din anii 1960 de René Girard, care identifică resentimentul cu invidia resimțită în fața unui model scandalos, considerat a fi un obstacol de netrecut în calea împlinirii dorințelor. Girard critică ideea „romantică” ca ar putea exista indivizi „superiori”, singurii capabili de sentimente autonome, și consideră că imitația este condiția obișnuită și generală a Omului. Potrivit lui Girard, oamenii sunt „reactivi în sensul indicat cu dispreț de Nietzsche, incluzând și chiar începând cu ființe care, aparent, sunt superioare, în sensul nietzschean. Astfel de persoane, precum Stavroghin din Demonii lui Dostoievski, Romeo din Romeo și Julieta de Shakespeare sau idolii show-business-ului, nu numai că nu sunt superioare, ci, dimpotrivă, sunt extrem de dependente de sentimentele celorlalți pentru a-și alimenta propriile sentimente și sunt expuse riscului, atunci când sunt lăsați să se descurce singuri, de dependență și sinucidere. Nietzsche însuși i se pare lui Girard ca fiind deosebit de „simțitor” (de exemplu, în ceea ce-l privește pe Wagner, pe care l-a admirat înainte de a-l ataca), iar conflictul dintre disprețul său pentru „sclavi” și propria sa situație devine pentru Girard un element explicativ al nebuniei lui Nietzsche. Girard evocă, de asemenea, ca ideologii resentimentare comunismul, antisemitismul și, în general, toate ideile „anticeva”, în timp ce Biblia și creștinismul „răstignite” de Nietzsche îi apar, în schimb, ca deținători ai adevărului moral.
Unii critici îi obiectează lui Girard că se bazează pe o lectură simplistă a teoriei lui Nietzsche, din care respinge nuanțele (de exemplu, pentru Nietzsche omul superior nu scapă de resentimente, ci le depășește) și că legătura dintre nebunia filozofului german și teoriile sale psihologico-filozofice, admisă de Girard, nu este atât de evidentă pentru toți autorii.

### Marc Angenot
În plan ideologic, conceptul de resentiment a fost studiat de analistul și istoricul discursurilor Marc Angenot⁠(d) (Les Idéologies du resentment, 1996) care îl consideră unul dintre vectorii ideologiilor politice, identitare și naționaliste ale secolului al XX-lea. La fel ca predecesorii săi, Angenot concepe resentimentul ca pe o atitudine caracterizată printr-o acumulare de nemulțumiri și printr-o dorință de răzbunare a cărei proliferare, deosebit de notorie în contextul actual alpostmodernismului, asociată cu revendicări identitare și „tribalism”, alimentează diverse forme de discriminare și conflicte sociale. Potrivit lui, „ideologiile resentimentelor au fost și sunt marile făuritoare ale raționamentelor conspirative. Adversarii care își petrec timpul țesând comploturi, nu încetează niciodată să-și întindă năvoadele; și întrucât aceste intrigi răuvoitoare sunt cu greu confirmate prin observații, trebuie să presupunem o imensă conspirație”.
Pierre-André Taguieff⁠(d) (istoric și filozof) a analizat resentimentele în scrierile sale dintr-o perspectivă apropiată de cea a lui Angenot.